# Milan Perič
Milan Perič (* 12. März 1928 in Prag; † 4. Mai 1967 ebenda) war ein tschechoslowakischer Radrennfahrer und nationaler Meister im Radsport.

## Sportliche Laufbahn
Milan Perič war Teilnehmer der Olympischen Sommerspiele 1952 in Helsinki. Im olympischen Straßenrennen schied er beim Sieg von André Noyelle aus. Die tschechoslowakische Mannschaft kam nicht in die Mannschaftswertung.
Bei der Internationalen Friedensfahrt 1948 war er bei der ersten Rundfahrt von Prag nach Warschau am Start und wurde Vierter. Er startete bis 1953 in der Friedensfahrt, konnte aber keine bessere Platzierung erreichen. 1950 gewann er die nationale Meisterschaft im Mannschaftszeitfahren. Hinter Jan Veselý wurde er 1948 und 1949 Zweiter der nationalen Meisterschaft im Straßenrennen. 1954 siegte er im Etappenrennen durch die Karpaten.
Ende 1955 beendete er seine Laufbahn.

## Familiäres
Er war der Sohn von Antonín Perič, 1924 und 1928 Olympiateilnehmer war.